# Telmatobius intermedius
Telmatobius intermedius és una espècie de granota que viu al Perú.